# 長谷川晶 (教育者)
長谷川晶（はせがわ　あきら）は京都情報大学院大学の教授である。

## 経歴
- （米国）ロチェスター工科大学卒 [2](Bachelor of Arts), 同大学院修士課程修了(Master of Science), ハーバード大学大学院教育学修士(Ed.M.)
- NPO国際コンピュータ教育開発事業企画部長

## 論文
- 共著「小規模大学の将来像の一形態：ネットワークマルチバーシティ」NAIS Journal Vol.5, pp.3-8, 2010.　ISSN18829392 [3]